# Tredje söndagen efter trefaldighet
Tredje söndagen efter trefaldighet är en av söndagarna i "kyrkans vardagstid".
Den infaller 11 veckor efter påskdagen. Den liturgiska färgen är grön. 
Temat för dagens bibeltexter enligt evangelieboken är Förlorad och återfunnen:, och en välkänd text är berättelsen om den förlorade sonen, som slutar
Mitt barn, du är alltid hos mig, och allt mitt är ditt. Men nu måste vi hålla fest och vara glada, för din bror var död och lever igen, han var förlorad och är återfunnen.

## Svenska kyrkan

### Texter
Söndagens tema enligt 2003 års evangeliebok är Förlorad och återfunnen. De bibeltexter som används för att belysa dagens tema är:
| Första årgången                                        | Andra årgången                                             | Tredje årgången                                                     | Psaltarpsalm          |
| Mika 7:18-20 Romarbrevet 5:6-11 Lukasevangeliet 15:1-7 | Jesaja 51:1-3 Efesierbrevet 2:1-10 Lukasevangeliet 15:8-10 | Jesaja 66:12-14 Första Petrusbrevet 5:5-11 Lukasevangeliet 15:11-32 | Psaltaren 119:170-176 |

### Fotnoter
1. ↑  ”Tredje söndagen efter trefaldighet”. Svenska kyrkan. https://www.svenskakyrkan.se/troochandlighet/kyrkoarets-bibeltexter?helgdag=54. Läst 27 november 2015.
2. ↑   Den svenska psalmboken med tillägg. Stockholm: Verbum. 2005. sid. 1467–1471. Libris ht7wjxh8f3k4gcqk. ISBN 978-91-526-5515-3